# PESCO

EU-Mitgliedstaaten, die an PESCO teilnehmen
EU-Mitgliedstaaten, die nicht an PESCO teilnehmen

PESCO (englisch Permanent Structured Cooperation, kurz PESCO, deutsch Ständige Strukturierte Zusammenarbeit, kurz SSZ) bezeichnet hauptsächlich die Zusammenarbeit von Mitgliedstaaten der Europäischen Union (EU), die sich in der Gemeinsamen Sicherheits- und Verteidigungspolitik (GSVP) besonders engagieren wollen. Dies kann die Interoperabilität zwischen EU-Mitgliedstaaten im Wehrbereich z. B. eine Synchronisierung der nationalen Streitkräftestrukturen oder die Durchführung gemeinsamer Rüstungsprojekte bedeuten. Der Abbau von bürokratischen Barrieren soll zu einer Art „militärischem Schengen“ führen und könnte langfristig die Gründung einer Europäischen Armee vorbereiten. Dieses Fernziel wird häufig auch „Europäische Verteidigungsunion“ genannt.
Die Außen- und Verteidigungsminister von zunächst 25 EU-Mitgliedstaaten teilten im November und Dezember 2017 dem Europäischen Rat mit, in der Verteidigung künftig gemeinsame Wege zu gehen. Malta nimmt derzeit (2024) als einziges EU-Land nicht teil. Als Drittstaaten sind die USA, Kanada, Großbritannien und Norwegen beteiligt. Die Türkei hat 2021 eine Beteiligung an einem Pesco-Projekt beantragt. Auch die Schweiz hat im August 2024 die Teilnahme an zwei Projekten beschlossen.

## Hintergründe und Entwicklung

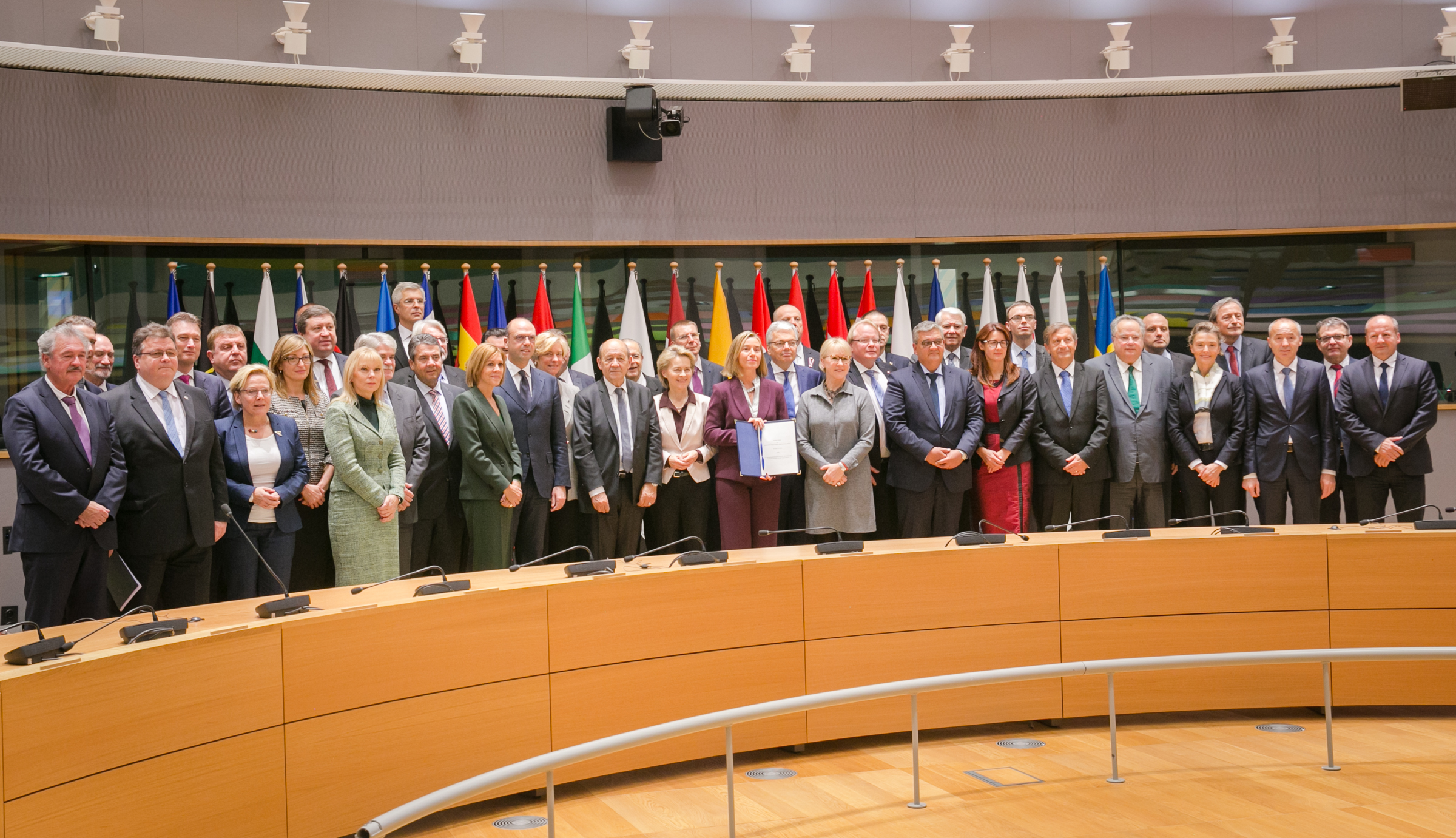
Am 13. November 2017 unterzeichneten die Außen- und Verteidigungsminister von 23 EU-Mitgliedstaaten auf einer Sitzung des Rates für Auswärtige Angelegenheiten unter dem Vorsitz der Hohen Vertreterin für Auswärtige Angelegenheiten Federica Mogherini, die gemeinsame Erklärung zur Einrichtung von PESCO.

Im Vertrag von Maastricht wurde die Gemeinsame Außen- und Sicherheitspolitik (GASP) der Europäischen Union begründet. Bereits von Anfang an wurde die Gemeinsame Sicherheits- und Verteidigungspolitik als integraler Bestandteil der GASP gesehen. Aus verschiedenen Gründen (z. B. Neutralität einiger Mitgliedstaaten oder ungeklärtes Verhältnis der EU zur NATO) konnte die gemeinsame Verteidigung der Europäischen Union bisher kaum verwirklicht werden. Für die Durchführung europäischer Militärmissionen (z. B. im Rahmen der Petersberg-Aufgaben) war man bisher immer auf die NATO und somit auch auf die Mithilfe der Vereinigten Staaten angewiesen. Diese Abhängigkeit solle durch die Stärkung der eigenen Fähigkeiten gemindert werden.
PESCO gilt als erster Schritt hin zu einer weitgehend gemeinsamen Verteidigungspolitik der EU-Mitgliedstaaten. Außen- und Verteidigungsminister von einem Großteil der 28 Mitgliedstaaten unterzeichneten hierzu im November 2017 im Rahmen einer Zeremonie in Brüssel das Dokument, mit dem PESCO besiegelt wurde. Neben gemeinsamen Rüstungsprojekten soll künftig auch der EU-weite Aufbau von stehenden Einheiten und entsprechenden Kapazitäten folgen. Die Notifizierungsurkunde unterzeichneten 23 der insgesamt 28 EU-Mitgliedstaaten, darunter das neutrale Österreich. Der österreichische Außenminister Sebastian Kurz betonte, dass die Kooperation im Einklang mit der Österreichischen Neutralität stünde. Die freiwillige Zusammenarbeit bleibe aufrecht, so lange sie keine Bereiche berührt, die dem Österreichischen Neutralitätsgesetz entgegen spricht (z. B. gemeinsame Kampftruppen oder Waffenlieferungen an kriegsführende Staaten). Positiv hob Kurz mögliche gemeinsame Rüstungskäufe hervor oder die Zusammenarbeit im Ausbildungsbereich. Nicht unterzeichnet hatten zunächst Dänemark, Irland, Malta, Portugal und das Vereinigte Königreich. Irland und Portugal unterzeichneten nachträglich. Dänemark beteiligte sich zu diesem Zeitpunkt noch nicht, Malta habe die Teilnahmekriterien nicht erfüllen wollen, die unter anderem eine regelmäßige Erhöhung der Verteidigungsausgaben vorsehen, und das Vereinigte Königreich hatte bereits am 29. März 2017 den Austritt aus der EU beantragt.
Nach Einschätzung der Wochenzeitung Die Zeit wurde die Gründung im November 2017 nach Jahren der Verhandlungen von der Politik der Vereinigten Staaten gegenüber der NATO vorangetrieben. Das europäische Bündnis sei eine Antwort auf Donald Trump. Die EU-Mitgliedstaaten befürchten, dass sich die Vereinigten Staaten unter diesem Präsidenten zusehends von der Europäischen Union abwenden werden. Dies bestätigte auch die deutsche Verteidigungsministerin Ursula von der Leyen (CDU) am Rande des Gründungstreffens. Gerade nach Wahl des US-Präsidenten sei es wichtig, sich eigenständig als Europäer aufzustellen, um selbst in der Lage zu sein, mögliche Probleme im Sicherheitsbereich mit benachbarten Regionen zu lösen.
Seit dem 5. November 2020 können sich auch Drittstaaten nach Prüfung an den einzelnen Projekten beteiligten. Russland hat bereits seine Bereitschaft zur Zusammenarbeit signalisiert, z. B. in den Bereichen Cyberabwehr und Logistik.

### Kritik und Anti-PESCO-Lobbyarbeit seitens der Vereinigten Staaten
Die USA haben mehrfach Kritik und „Warnungen“ über PESCO veröffentlicht. Viele Beobachter werten dies als Zeichen dafür, dass die Vereinigten Staaten einen Verlust an ihrem Einfluss in Europa befürchten, da eine militärisch autarke EU die NATO zunehmend an Bedeutung verlieren ließe. Neben verstärkter militärischer Zusammenarbeit innerhalb der EU zielt PESCO auch darauf ab, die Verteidigungsindustrie der EU-Mitgliedstaaten zu fördern und dadurch neue Arbeitsplätze in der EU zu schaffen. Mehrere US-Politiker kritisieren dieses Vorhaben, da sie den Verlust von Einnahmen durch Waffenverkäufe an EU-Staaten befürchten – im Durchschnitt verkaufen die Vereinigten Staaten jährlich Waffen im Wert von über 1 Mrd. Euro an EU-Mitgliedstaaten.
Laut Françoise Grossetête, die von 1994 bis 2019 Mitglied des Europäischen Parlaments war, betreiben die USA massive Lobbyarbeit gegen eine verstärkte, autarke militärische Zusammenarbeit zwischen den EU-Mitgliedstaaten. Ihr zufolge gehen die USA gar so weit, dass sie Abgeordnete des Europäischen Parlaments zu „privaten Abendessen“ einladen, um sie zu überreden, gegen sämtliche Strategien und Gesetze zu stimmen, die eine stärkere militärische Zusammenarbeit innerhalb der EU vorsehen. Trotz des Widerstands gegen PESCO haben die USA einen Wunsch geäußert, sich 2021 an dem Projekt Militärische Mobilität zu beteiligen. Einige europäische Analysten vermuten, dass dies ein Versuch sein könnte, eine autarke europäische Verteidigungspolitik von innen heraus zu sabotieren.
Claudia Major kritisierte, dass von den 17 Kooperationsprojekten „keines die vorhandenen und mehrfach kritisierten Fähigkeitslücken der EU zum Beispiel bei den Transportfähigkeiten schließt.“

## Rechtliche Grundlagen
Rechtliche Grundlagen sind Art. 42 Abs. 6 und Art. 46 EU-Vertrag sowie das Protokoll Nr. 10 zum EU-Vertrag. Die Teilnahme an der ständigen strukturierten Zusammenarbeit ist freiwillig (abgestufte Integration). Nachdem die Zusammenarbeit primärrechtlich geregelt ist, liegt kein Fall einer Verstärkten Zusammenarbeit vor. Im Gegensatz zu anderen Entscheidungen im Rahmen der GSVP benötigt die Gründung der PESCO zudem nur eine qualifizierte Mehrheit im EU-Rat. Die Gründung erfolgte in der Sitzung am 11. Dezember 2017.

## Voraussetzungen

Logo der Europäischen Verteidigungsagentur

Um an der PESCO teilnehmen zu können, müssen Mitgliedstaaten insbesondere zwei Bedingungen erfüllen:
1. Sie müssen ihre Verteidigungsfähigkeit stetig weiterentwickeln, insbesondere auch durch die Teilnahme an multinationalen und europäischen Ausrüstungsprogrammen;
2. Sie müssen im Bedarfsfall in der Lage sein, innerhalb von 5 bis 30 Tagen für einen Zeitraum von 30 bis 120 Tagen bewaffnete Kräfte und logistische Unterstützung bereitzustellen.

Diese Voraussetzungen werden von der Europäischen Verteidigungsagentur regelmäßig überprüft.

## Ziele und Verpflichtungen
Die PESCO verfolgt zahlreiche Maßnahmen zur Integration der gemeinsamen Verteidigungspolitik. Die 25 Teilnehmerstaaten haben sich unter anderem auf folgende verpflichtende Ziele geeinigt:
- Regelmäßige Erhöhung des Verteidigungshaushaltes, um die gemeinsamen Ziele erreichen zu können;
- Mittelfristige Anhebung der Rüstungsausgaben auf 20 % des Verteidigungshaushalts;
- Durchführung gemeinsamer, strategischer Rüstungsprojekte, die von einem Europäischen Verteidigungsfonds, EVF (englisch EDF), finanziert werden.[24]
- Erhöhung der Ausgaben für Forschung auf 2 % des Verteidigungshaushalts;
- Engere Zusammenarbeit im Bereich der Cyberdefence;
- Bereitstellung von Einsatztruppen und Logistik für die EU Battlegroups und gemeinsame GSVP-Einsätze (insbesondere EUFOR);
- Verbesserung der Interoperabilität der Streitkräfte, ihrer Strategien und Waffensysteme;
- Gemeinsame Finanzierung von GSVP-Missionen;
- Mehr Wettbewerb auf den europäischen Rüstungsmärkten („Rüstungs-Binnenmarkt“).

Im Rahmen der strategischen Überprüfung durch den Rat der EU im September 2020 wurden die erzielten Fortschritte von PESCO bewertet und Leitlinien für die nächste Phase (2021–2025) in Bezug auf das übergeordnete Ziel, die politischen Ziele, Anreize und Projekte vorgegeben. Demnach sollen vor Ende der nächsten PESCO-Phase insgesamt 26 der bis dahin 47 Projekte zu konkreten Ergebnissen führen bzw. die vollständige Einsatzfähigkeit erreichen. Hierzu gehören u. a.:
- Integriertes gemeinsames europäisches Ausbildungs- und Simulationszentrum (EUROSIM)
- Integrierte unbemannte Bodensysteme (UGS)
- Bodengestützte EU-Kurzstreckenraketensysteme ohne Sichtverbindung (BLOS)
- Verbesserung der Meeresüberwachung (UMS)
- Europäisches Sanitätskommando (EMC)
- Militärische Mobilität (MM)
- Netz von Logistik-Drehkreuzen in Europa und zur Unterstützung von Operationen (NetLogHubs)
- Teams für die rasche Reaktion auf Cybervorfälle und die gegenseitige Unterstützung im Bereich der Cybersicherheit (CRRT)

## Struktur
Die PESCO besteht aus zwei Ebenen:
- Rats-Ebene: Verantwortlich für grundsätzliche Richtungsentscheidungen. In dieser Form des EU-Rates sind nur PESCO-Teilnehmer stimmberechtigt und entscheiden in der Regel einstimmig.
- Projekt-Ebene: Die verschiedenen Projekte der PESCO werden von den teilnehmenden Mitgliedstaaten selbstständig organisiert.[26]

Trotz enger Zusammenarbeit auf europäischer Ebene verbleiben die einzelnen Mitgliedstaaten in alleiniger Verantwortung und Souveränität über ihre Streitkräfte. Jedoch findet eine Koordination durch den Hohen Vertreter für Außen- und Sicherheitspolitik, die Europäische Verteidigungsagentur, den Militärstab der Europäischen Union, den Europäischen Auswärtigen Dienst und den Militärausschuss der Europäischen Union statt.

## Mitgliedstaaten
Die folgenden EU-Staaten nehmen an PESCO teil:
- Belgien
- Bulgarien
- Dänemark 1)
- Deutschland
- Estland
- Finnland
- Frankreich
- Griechenland
- Irland
- Italien
- Kroatien
- Lettland
- Litauen
- Luxemburg
- Niederlande
- Österreich
- Polen
- Portugal
- Rumänien
- Slowakei
- Slowenien
- Schweden
- Spanien
- Tschechien
- Ungarn
- Zypern

PESCO umfasst drei der vier EU-Mitgliedstaaten, die sich selbst als neutral bezeichnen und aktuell (April 2024) nicht der NATO angehören (Irland, Österreich, und Zypern) und ist so konzipiert, dass sie den Teilnehmerstaaten die Möglichkeit gibt, sich je nach ihrer individuellen Außenpolitik für oder gegen eine Teilnahme an einzelnen Projekten zu entscheiden (Opt-In-Prinzip).
1) Dänemark hatte bis Juni 2022 eine Opt-Out-Option für die Gemeinsame Sicherheits- und Verteidigungspolitik der Europäischen Union. Vor dem Hintergrund des russischen Angriffskriegs in der Ukraine und der dadurch veränderten Sicherheitslage in Europa stimmte die dänische Bevölkerung jedoch am 1. Juni 2022 der Abschaffung dieses Opt-outs für Verteidigungsfragen zu. Bereits am 20. Juni erklärte Dänemark die offizielle Abschaffung seines sogenannten EU-Verteidigungsvorbehalt zum 1. Juli 2022. Dies gab dem dänischen Parlament die Möglichkeit für die Teilnahme an den Wehrbereichsprojekten von PESCO zu stimmen. Diese Zustimmung erfolgte im März 2023 mit dem Ziel der dänischen Regierung sowohl an PESCO mitzuwirken als auch der Europäischen Verteidigungsagentur, englisch European Defence Agency (EDA), beizutreten. 
Die Zustimmung der PESCO-Mitglieder zur Aufnahme Dänemarks in die Ständige Strukturierte Zusammenarbeit erfolgte bereits am 23. Mai 2023, womit Dänemark das 26. Mitglied von PESCO wurde.
EU-Mitgliedstaaten, die nicht an PESCO teilnehmen:
- Malta: Malta will zunächst die Entwicklung von PESCO abwarten, da diese gegen die maltesische Verfassung (Neutralitätsklausel) verstoßen könnte.[31]

Drittstaaten, die an PESCO-Projekten teilnehmen:
Seit November 2020 können sich auch Drittstaaten an PESCO beteiligen. Am Projekt „Military Mobility“ nehmen folgende weitere Staaten teil:
- Kanada
- Norwegen
- Vereinigte Staaten

Seit Februar 2023 beteiligt sich Kanada zudem an dem Projekt „Network of Logistic Hubs in Europe and support to operations (NetLogHubs)“.

## Projekte
Stand Oktober 2023 haben sich die Mitgliedstaaten auf 72 verschiedene Projekte geeinigt, von denen bisher sechs offiziell abgeschlossen wurden. Die Projekte sind offen für alle an PESCO teilnehmenden Staaten. Die Beteiligung ist allerdings sehr unterschiedlich und kein einziges Mitgliedsland ist an allen Projekten beteiligt. Jedes Projekt wird von einem oder zwei Mitgliedern federführend geleitet.
Die aktuellen Projekte sind:
| L | Leiter | P | Projektteilnehmer | O | Beobachter | N | Nicht-Teilnehmer |

### Training, Facilities
|               | European Training Certification Centre for European Armies (ETCCEA) | Helicopter Hot and High Training (H3 Training) | Joint European Union Intelligence School (JEIS) | Integrated European Joint Training and Simulation Centre (EUROSIM) | EU Cyber Academia and Innovation Hub (EU CAIH) | Special Operations Forces Medical Training Centre (SMTC) | CBRN Defence Training Range (CBRNDTR) | EU Network of Diving Centres (EUNDC) | European Defence Airlift Training Academy (EDA-TA) |
| Projektbeginn | März 2018                                                           | Nov. 2018                                      | Nov. 2018                                       | Nov. 2019                                                          | Nov. 2019                                      | Nov. 2019                                                | Nov. 2019                             | Nov. 2019                            | März 2023                                          |
| ------------- | ------------------------------------------------------------------- | ---------------------------------------------- | ----------------------------------------------- | ------------------------------------------------------------------ | ---------------------------------------------- | -------------------------------------------------------- | ------------------------------------- | ------------------------------------ | -------------------------------------------------- |
| Bulgarien     | N                                                                   | N                                              | N                                               | N                                                                  | N                                              | N                                                        | N                                     | P                                    | N                                                  |
| Deutschland   | N                                                                   | N                                              | N                                               | P                                                                  | N                                              | N                                                        | N                                     | N                                    | N                                                  |
| Frankreich    | N                                                                   | N                                              | N                                               | P                                                                  | N                                              | N                                                        | P                                     | P                                    | L                                                  |
| Griechenland  | P                                                                   | L                                              | L                                               | N                                                                  | N                                              | N                                                        | N                                     | N                                    | N                                                  |
| Italien       | L                                                                   | P                                              | N                                               | L                                                                  | N                                              | N                                                        | P                                     | N                                    | P                                                  |
| Polen         | N                                                                   | N                                              | N                                               | P                                                                  | N                                              | L                                                        | N                                     | N                                    | N                                                  |
| Portugal      | N                                                                   | N                                              | N                                               | N                                                                  | L                                              | N                                                        | N                                     | N                                    | P                                                  |
| Rumänien      | N                                                                   | P                                              | N                                               | N                                                                  | N                                              | N                                                        | L                                     | L                                    | N                                                  |
| Slowenien     | N                                                                   | N                                              | N                                               | P                                                                  | N                                              | N                                                        | N                                     | N                                    | N                                                  |
| Spanien       | N                                                                   | N                                              | N                                               | N                                                                  | P                                              | N                                                        | N                                     | N                                    | P                                                  |
| Ungarn        | N                                                                   | N                                              | N                                               | N                                                                  | N                                              | P                                                        | N                                     | N                                    | P                                                  |
| Zypern        | N                                                                   | N                                              | P                                               | N                                                                  | N                                              | N                                                        | N                                     | N                                    | N                                                  |

### Land, Formations,Systems
|               | Deployable Military Disaster Relief Capability Package (DM-DRCP) | Armoured Infantry Fighting Vehicle / Amphibious Assault Vehicle / Light Armoured Vehicle (AIFV AAV LAV) | Integrated Unmanned Ground System (UGS) | EU Beyond Line of Sight Land Battlefield Missile Systems (BLOS) | Main Battle Tank Simulation and Testing Center (MBT-SIMTEC) | EU Military Partnership (EU MilPart) | Counter Battery Sensors (CoBaS) | Integrated Unmanned Ground Systems 2 (iUGS2) |
| Projektbeginn | März 2018                                                        | März 2018                                                                                               | Nov. 2018                               | Nov. 2018                                                       | Nov. 2021                                                   | Nov. 2021                            | März 2023                       | März 2023                                    |
| ------------- | ---------------------------------------------------------------- | --- | --------------------------------------- | --------------------------------------------------------------- | ----------------------------------------------------------- | ------------------------------------ | ------------------------------- | -------------------------------------------- |
| Belgien       | N                                                                | N | P                                       | P                                                               | N                                                           | N                                    | N                               | N                                            |
| Deutschland   | N                                                                | N | P                                       | N                                                               | N                                                           | N                                    | N                               | P                                            |
| Estland       | N                                                                | N | L                                       | N                                                               | N                                                           | P                                    | N                               | L                                            |
| Finnland      | N                                                                | N | P                                       | N                                                               | N                                                           | N                                    | N                               | P                                            |
| Frankreich    | N                                                                | N | P                                       | L                                                               | P                                                           | L                                    | L                               | P                                            |
| Griechenland  | P                                                                | P | N                                       | N                                                               | L                                                           | N                                    | N                               | N                                            |
| Italien       | L                                                                | L | N                                       | N                                                               | N                                                           | P                                    | N                               | P                                            |
| Kroatien      | P                                                                | N | N                                       | N                                                               | N                                                           | N                                    | N                               | N                                            |
| Lettland      | N                                                                | N | P                                       | N                                                               | N                                                           | N                                    | N                               | P                                            |
| Niederlande   | N                                                                | N | P                                       | N                                                               | N                                                           | N                                    | P                               | P                                            |
| Österreich    | P                                                                | N | N                                       | N                                                               | N                                                           | P                                    | N                               | N                                            |
| Polen         | N                                                                | N | P                                       | N                                                               | N                                                           | N                                    | N                               | N                                            |
| Portugal      | N                                                                | O | N                                       | N                                                               | N                                                           | N                                    | N                               | N                                            |
| Schweden      | N                                                                | N | N                                       | N                                                               | N                                                           | N                                    | N                               | P                                            |
| Slowakei      | N                                                                | P | N                                       | N                                                               | N                                                           | N                                    | N                               | N                                            |
| Spanien       | P                                                                | O | P                                       | N                                                               | N                                                           | N                                    | N                               | N                                            |
| Tschechien    | N                                                                | O | P                                       | N                                                               | N                                                           | N                                    | N                               | N                                            |
| Ungarn        | N                                                                | N | P                                       | N                                                               | N                                                           | N                                    | N                               | P                                            |
| Zypern        | N                                                                | N | N                                       | P                                                               | P                                                           | N                                    | N                               | N                                            |

### Maritime
|               | Maritime Semi-Autonomous Systems for Mine Countermeasures (MAS MCM) | Harbour & Maritime Surveillance and Protection (HARMSPRO) | Upgrade of maritime surveillance (UMS) | Deployable Modular Underwater Intervention Capability Package (Divepack) | Maritime Unmanned Anti-Submarine System (MUSAS) | European Patrol Corvette (EPC) | Essential Elements of European Escort (4E) | Medium size Semi -Autonomous Surface Vehicle (M-SASV) | Anti-Torpedo Torpedo (ATT) | Critical Seabed Infrastructure Protection (CSIP) |
| Projektbeginn | März 2018                                                           | März 2018                                                 | März 2018                              | Nov. 2018                                                                | Nov. 2019                                       | Nov. 2019                      | Nov. 2021                                  | Nov. 2021                                             | März 2023                  | März 2023                                        |
| ------------- | ------------------------------------------------------------------- | --------------------------------------------------------- | -------------------------------------- | ------------------------------------------------------------------------ | ----------------------------------------------- | ------------------------------ | ------------------------------------------ | ----------------------------------------------------- | -------------------------- | ------------------------------------------------ |
| Belgien       | L                                                                   | O                                                         | N                                      | N                                                                        | N                                               | N                              | N                                          | N                                                     | N                          | N                                                |
| Bulgarien     | N                                                                   | N                                                         | P                                      | L                                                                        | N                                               | N                              | N                                          | N                                                     | N                          | N                                                |
| Deutschland   | N                                                                   | N                                                         | N                                      | N                                                                        | N                                               | N                              | N                                          | N                                                     | L                          | P                                                |
| Estland       | O                                                                   | N                                                         | N                                      | N                                                                        | N                                               | N                              | N                                          | L                                                     | N                          | N                                                |
| Frankreich    | O                                                                   | N                                                         | P                                      | P                                                                        | P                                               | P                              | N                                          | P                                                     | N                          | P                                                |
| Griechenland  | P                                                                   | P                                                         | L                                      | P                                                                        | N                                               | P                              | N                                          | N                                                     | N                          | N                                                |
| Irland        | N                                                                   | N                                                         | P                                      | N                                                                        | N                                               | N                              | N                                          | N                                                     | N                          | N                                                |
| Italien       | N                                                                   | L                                                         | P                                      | N                                                                        | N                                               | L                              | P                                          | N                                                     | N                          | L                                                |
| Kroatien      | N                                                                   | N                                                         | P                                      | N                                                                        | N                                               | N                              | N                                          | N                                                     | N                          | N                                                |
| Lettland      | P                                                                   | N                                                         | N                                      | N                                                                        | N                                               | N                              | N                                          | P                                                     | N                          | N                                                |
| Niederlande   | P                                                                   | O                                                         | N                                      | N                                                                        | N                                               | N                              | N                                          | N                                                     | P                          | N                                                |
| Polen         | P                                                                   | P                                                         | N                                      | N                                                                        | N                                               | N                              | N                                          | N                                                     | N                          | N                                                |
| Portugal      | P                                                                   | P                                                         | O                                      | N                                                                        | L                                               | O                              | P                                          | N                                                     | N                          | P                                                |
| Rumänien      | P                                                                   | N                                                         | N                                      | N                                                                        | N                                               | N                              | N                                          | P                                                     | N                          | N                                                |
| Schweden      | N                                                                   | N                                                         | N                                      | N                                                                        | P                                               | N                              | N                                          | N                                                     | N                          | P                                                |
| Spanien       | O                                                                   | N                                                         | P                                      | N                                                                        | P                                               | P                              | L                                          | N                                                     | N                          | P                                                |
| Zypern        | N                                                                   | N                                                         | P                                      | N                                                                        | N                                               | N                              | N                                          | N                                                     | N                          | N                                                |

### Air,Systems
|               | European MALE RPAS (EURODRONE) | European attack helicopter TIGER MARK III (TIGER MARK 3) | Counter Unmanned Aerial System (C-UAS) | Airborne Electronic Attack (AEA) | Strategic Air Transport for Outsized Cargo (SATOC) | Next Generation Small RPAS (NGSR) | Small Scalable Weapons (SSW) | Rotorcraft Docking Station for Drones | Air Power | Future Medium-Size Tactical Cargo (FMTC) | Future Short-Range Air to Air Missile (FSRM) | Integrated Multi-Layer Air and Missile Defence system (IMLAMD) | Next Generation Medium Helicopter (NGMH) |
| Projektbeginn | Nov. 2018                      | Nov. 2018                                                | Nov. 2018                              | Nov. 2019                        | Nov. 2021                                          | Nov. 2021                         | Nov. 2021                    | Nov. 2021                             | Nov. 2021 | Nov. 2021                                | März 2023                                    | März 2023                                                      | Mai 2023                                 |
| ------------- | ------------------------------ | -------------------------------------------------------- | -------------------------------------- | -------------------------------- | -------------------------------------------------- | --------------------------------- | ---------------------------- | ------------------------------------- | --------- | ---------------------------------------- | -------------------------------------------- | -------------------------------------------------------------- | ---------------------------------------- |
| Deutschland   | L                              | P                                                        | N                                      | N                                | L                                                  | P                                 | N                            | N                                     | N         | P                                        | L                                            | N                                                              | O                                        |
| Frankreich    | P                              | L                                                        | N                                      | P                                | P                                                  | N                                 | P                            | P                                     | L         | L                                        | N                                            | P                                                              | L                                        |
| Finnland      | N                              | N                                                        | N                                      | N                                | N                                                  | N                                 | N                            | N                                     | N         | N                                        | N                                            | N                                                              | P                                        |
| Griechenland  | N                              | N                                                        | N                                      | N                                | N                                                  | N                                 | N                            | N                                     | P         | N                                        | N                                            | N                                                              | O                                        |
| Italien       | P                              | N                                                        | L                                      | N                                | N                                                  | N                                 | L                            | L                                     | N         | N                                        | P                                            | L                                                              | P                                        |
| Kroatien      | N                              | N                                                        | N                                      | N                                | N                                                  | N                                 | N                            | N                                     | P         | N                                        | N                                            | N                                                              | N                                        |
| Niederlande   | N                              | N                                                        | N                                      | N                                | P                                                  | N                                 | N                            | N                                     | N         | N                                        | N                                            | N                                                              | N                                        |
| Portugal      | N                              | N                                                        | N                                      | N                                | N                                                  | P                                 | N                            | N                                     | N         | N                                        | N                                            | N                                                              | N                                        |
| Rumänien      | N                              | N                                                        | N                                      | N                                | N                                                  | P                                 | N                            | N                                     | N         | N                                        | N                                            | N                                                              | N                                        |
| Schweden      | N                              | N                                                        | N                                      | P                                | N                                                  | N                                 | N                            | N                                     | N         | P                                        | P                                            | P                                                              | O                                        |
| Slowenien     | N                              | N                                                        | N                                      | N                                | N                                                  | P                                 | N                            | N                                     | N         | N                                        | N                                            | N                                                              | N                                        |
| Spanien       | P                              | P                                                        | N                                      | L                                | N                                                  | L                                 | N                            | N                                     | N         | P                                        | P                                            | N                                                              | P                                        |
| Tschechien    | P                              | N                                                        | P                                      | N                                | P                                                  | N                                 | N                            | N                                     | N         | N                                        | N                                            | N                                                              | N                                        |
| Ungarn        | N                              | N                                                        | N                                      | N                                | N                                                  | N                                 | N                            | N                                     | N         | N                                        | P                                            | P                                                              | O                                        |

### Enabling, Joint
|                    | European Medical Command (EMC)* | Network of Logistic Hubs in Europe and support to operations (NetLogHubs) | Military Mobility (MM) | Energy Operation Function (EOF) | Chemical, Biological, Radiological and Nuclear Surveillance as a Service (CBRN SaaS) | Geo-Meteorological and Oceanographic Support Coordination Element (GMSCE) | Timely Warning and Interception with Space-based Theater Surveillance (TWISTER) | Materials and Components for Technological EU Competitiveness (MAC-EU) | EU Collaborative Warfare Capabilities (ECoWAR) | European Global RPAS Insertion Architecture System (GLORIA) | ROLE 2F   |
| Projektbeginn      | März 2018                       | März 2018                                                                 | März 2018              | März 2018                       | Nov. 2018                                                                            | Nov. 2018                                                                 | Nov. 2019                                                                       | Nov. 2019                                                              | Nov. 2019                                      | Nov. 2019                                                   | März 2023 |
| ------------------ | ------------------------------- | ------------------------------------------------------------------------- | ---------------------- | ------------------------------- | ------------------------------------------------------------------------------------ | ------------------------------------------------------------------------- | ------------------------------------------------------------------------------- | ---------------------------------------------------------------------- | ---------------------------------------------- | ----------------------------------------------------------- | --------- |
| Belgien            | P                               | P                                                                         | P                      | P                               | N                                                                                    | N                                                                         | N                                                                               | N                                                                      | P                                              | N                                                           | N         |
| Bulgarien          | N                               | P                                                                         | P                      | N                               | N                                                                                    | N                                                                         | N                                                                               | N                                                                      | N                                              | N                                                           | N         |
| Deutschland        | L                               | L                                                                         | P                      | N                               | N                                                                                    | L                                                                         | P                                                                               | P                                                                      | N                                              | N                                                           | N         |
| Estland            | P                               | N                                                                         | P                      | N                               | N                                                                                    | N                                                                         | N                                                                               | N                                                                      | N                                              | N                                                           | N         |
| Finnland           | N                               | N                                                                         | P                      | N                               | N                                                                                    | N                                                                         | P                                                                               | N                                                                      | N                                              | N                                                           | P         |
| Frankreich         | P                               | P                                                                         | P                      | L                               | P                                                                                    | P                                                                         | L                                                                               | L                                                                      | L                                              | P                                                           | P         |
| Griechenland       | N                               | P                                                                         | P                      | N                               | N                                                                                    | P                                                                         | N                                                                               | N                                                                      | N                                              | N                                                           | N         |
| Italien            | P                               | P                                                                         | P                      | P                               | N                                                                                    | N                                                                         | P                                                                               | N                                                                      | N                                              | L                                                           | N         |
| Kanada             | N                               | P                                                                         | P                      | N                               | N                                                                                    | N                                                                         | N                                                                               | N                                                                      | N                                              | N                                                           | N         |
| Kroatien           | N                               | P                                                                         | P                      | N                               | P                                                                                    | N                                                                         | N                                                                               | N                                                                      | N                                              | N                                                           | N         |
| Lettland           | N                               | N                                                                         | P                      | N                               | N                                                                                    | N                                                                         | N                                                                               | N                                                                      | N                                              | N                                                           | N         |
| Litauen            | N                               | P                                                                         | P                      | N                               | N                                                                                    | N                                                                         | N                                                                               | N                                                                      | N                                              | N                                                           | N         |
| Luxemburg          | P                               | N                                                                         | P                      | N                               | N                                                                                    | N                                                                         | N                                                                               | N                                                                      | N                                              | N                                                           | N         |
| Niederlande        | P                               | P                                                                         | L                      | N                               | N                                                                                    | N                                                                         | P                                                                               | N                                                                      | N                                              | N                                                           | N         |
| Norwegen           | N                               | N                                                                         | P                      | N                               | N                                                                                    | N                                                                         | N                                                                               | N                                                                      | N                                              | N                                                           | N         |
| Österreich         | N                               | N                                                                         | P                      | N                               | L                                                                                    | P                                                                         | N                                                                               | N                                                                      | N                                              | N                                                           | N         |
| Polen              | P                               | P                                                                         | P                      | N                               | N                                                                                    | N                                                                         | N                                                                               | N                                                                      | P                                              | N                                                           | N         |
| Portugal           | N                               | N                                                                         | P                      | N                               | N                                                                                    | P                                                                         | N                                                                               | P                                                                      | N                                              | N                                                           | P         |
| Rumänien           | P                               | N                                                                         | P                      | N                               | N                                                                                    | P                                                                         | N                                                                               | P                                                                      | P                                              | P                                                           | N         |
| Slowakei           | N                               | P                                                                         | P                      | N                               | P                                                                                    | N                                                                         | N                                                                               | N                                                                      | N                                              | N                                                           | N         |
| Slowenien          | P                               | P                                                                         | P                      | N                               | N                                                                                    | N                                                                         | N                                                                               | N                                                                      | N                                              | N                                                           | N         |
| Schweden           | P                               | N                                                                         | P                      | N                               | N                                                                                    | N                                                                         | N                                                                               | N                                                                      | P                                              | N                                                           | P         |
| Spanien            | P                               | P                                                                         | P                      | P                               | N                                                                                    | N                                                                         | P                                                                               | P                                                                      | P                                              | N                                                           | L         |
| Tschechien         | P                               | N                                                                         | P                      | N                               | N                                                                                    | N                                                                         | N                                                                               | N                                                                      | N                                              | N                                                           | N         |
| Ungarn             | P                               | P                                                                         | P                      | N                               | P                                                                                    | N                                                                         | N                                                                               | N                                                                      | P                                              | N                                                           | P         |
| Vereinigte Staaten | N                               | N                                                                         | P                      | N                               | N                                                                                    | N                                                                         | N                                                                               | N                                                                      | N                                              | N                                                           | N         |
| Zypern             | N                               | P                                                                         | P                      | N                               | N                                                                                    | N                                                                         | N                                                                               | N                                                                      | N                                              | N                                                           | N         |

- = Das Projekt "European Medical Command" wird im Rahmen des Multinational Medical Coordination Centre-Europe (MMCC-E/EMC) umgesetzt. Die volle Einsatzbereitschaft (Full Operational Capability (FOC)) des MMCC-E/EMC wurde während der NATO COMEDS Plenary am 30. Mai 2022 in Madrid durch die Nationen gezeichnet.[36]

### Space
|               | EU Radio Navigation Solution (EURAS) | European Military Space Surveillance Awareness Network (EU-SSA-N) | Common Hub for Governmental Imagery (CoHGI) | Defence of Space Assets (DoSA) |
| Projektbeginn | Nov. 2018                            | Nov. 2018                                                         | Nov. 2021                                   | Nov. 2021                      |
| ------------- | ------------------------------------ | ----------------------------------------------------------------- | ------------------------------------------- | ------------------------------ |
| Deutschland   | P                                    | P                                                                 | L                                           | P                              |
| Frankreich    | L                                    | P                                                                 | P                                           | L                              |
| Italien       | P                                    | L                                                                 | N                                           | P                              |
| Litauen       | N                                    | N                                                                 | P                                           | N                              |
| Luxemburg     | N                                    | N                                                                 | P                                           | N                              |
| Niederlande   | N                                    | P                                                                 | P                                           | N                              |
| Österreich    | N                                    | N                                                                 | P                                           | P                              |
| Polen         | P                                    | N                                                                 | N                                           | P                              |
| Portugal      | N                                    | N                                                                 | N                                           | P                              |
| Rumänien      | N                                    | N                                                                 | P                                           | P                              |
| Spanien       | P                                    | N                                                                 | P                                           | N                              |

### CYBER,C4ISR
|               | European Secure Software-defined Radio (ESSOR) | Cyber Threats and Incident Response Information Sharing Platform (CTIRISP) | Cyber Rapid Response Teams (CRRT)* | The Strategic Command and Control System for CSDP Missions (ESC2) | European High Atmosphere Airship Platform - ISR Capability (EHAAP ISR) | SOCC for Small Joint Operations with Special Operations Forces Tactical Command and Control capabilities (SOCC FOR SJO) | Electronic Warfare Capability/Interoperability Programmer for future ISR (JISR) | Cyber and Information Domain Coordination Center (CIDCC) | Cyber Ranges Federations (CRF) | Automated Modelling, Identification and Damage Assessment of Urban Terrain (AMIDA-UT) | Arctic Command & Control Effector and Sensor System (ACCESS) | Robust Communication Infrastructure and Networks (ROCOMIN) |
| Projektbeginn | März 2018                                      | März 2018                                                                  | März 2018                          | März 2018                                                         | Nov. 2018                                                              | Nov. 2018 | Nov. 2018                                                                       | Nov. 2019                                                | Nov. 2021                      | Nov. 2021                                                                             | März 2023                                                    | März 2023                                                  |
| ------------- | ---------------------------------------------- | -------------------------------------------------------------------------- | ---------------------------------- | ----------------------------------------------------------------- | ---------------------------------------------------------------------- | --- | ------------------------------------------------------------------------------- | -------------------------------------------------------- | ------------------------------ | ------------------------------------------------------------------------------------- | ------------------------------------------------------------ | ---------------------------------------------------------- |
| Belgien       | P                                              | O                                                                          | N                                  | N                                                                 | N                                                                      | N | N                                                                               | N                                                        | N                              | N                                                                                     | N                                                            | N                                                          |
| Bulgarien     | N                                              | N                                                                          | N                                  | N                                                                 | N                                                                      | N | N                                                                               | N                                                        | P                              | N                                                                                     | N                                                            | N                                                          |
| Deutschland   | P                                              | O                                                                          | N                                  | P                                                                 | N                                                                      | N | P                                                                               | L                                                        | N                              | N                                                                                     | N                                                            | N                                                          |
| Estland       | O                                              | O                                                                          | P                                  | N                                                                 | N                                                                      | N | N                                                                               | O                                                        | L                              | N                                                                                     | P                                                            | P                                                          |
| Finnland      | P                                              | O                                                                          | N                                  | N                                                                 | N                                                                      | N | N                                                                               | N                                                        | P                              | N                                                                                     | L                                                            | N                                                          |
| Frankreich    | L                                              | N                                                                          | N                                  | P                                                                 | P                                                                      | N | N                                                                               | P                                                        | P                              | P                                                                                     | P                                                            | P                                                          |
| Griechenland  | N                                              | L                                                                          | N                                  | N                                                                 | N                                                                      | L | N                                                                               | O                                                        | N                              | N                                                                                     | N                                                            | N                                                          |
| Italien       | P                                              | P                                                                          | N                                  | P                                                                 | L                                                                      | N | N                                                                               | O                                                        | P                              | N                                                                                     | N                                                            | N                                                          |
| Kroatien      | N                                              | N                                                                          | P                                  | N                                                                 | N                                                                      | N | N                                                                               | N                                                        | N                              | N                                                                                     | N                                                            | N                                                          |
| Lettland      | N                                              | N                                                                          | N                                  | N                                                                 | N                                                                      | N | N                                                                               | N                                                        | P                              | N                                                                                     | N                                                            | N                                                          |
| Litauen       | N                                              | O                                                                          | L                                  | N                                                                 | N                                                                      | N | N                                                                               | N                                                        | N                              | N                                                                                     | N                                                            | N                                                          |
| Luxemburg     | N                                              | N                                                                          | N                                  | O                                                                 | N                                                                      | N | N                                                                               | N                                                        | P                              | N                                                                                     | N                                                            | N                                                          |
| Niederlande   | P                                              | N                                                                          | P                                  | N                                                                 | N                                                                      | N | N                                                                               | P                                                        | N                              | N                                                                                     | N                                                            | N                                                          |
| Österreich    | N                                              | N                                                                          | P                                  | N                                                                 | N                                                                      | N | N                                                                               | O                                                        | N                              | N                                                                                     | N                                                            | N                                                          |
| Polen         | N                                              | N                                                                          | P                                  | N                                                                 | N                                                                      | N | N                                                                               | O                                                        | N                              | N                                                                                     | N                                                            | N                                                          |
| Portugal      | P                                              | P                                                                          | N                                  | P                                                                 | N                                                                      | N | N                                                                               | O                                                        | N                              | L                                                                                     | N                                                            | N                                                          |
| Rumänien      | N                                              | N                                                                          | P                                  | N                                                                 | N                                                                      | N | N                                                                               | N                                                        | N                              | N                                                                                     | N                                                            | N                                                          |
| Schweden      | N                                              | N                                                                          | N                                  | N                                                                 | N                                                                      | N | N                                                                               | N                                                        | N                              | N                                                                                     | P                                                            | L                                                          |
| Slowakei      | N                                              | N                                                                          | N                                  | N                                                                 | N                                                                      | N | N                                                                               | O                                                        | N                              | N                                                                                     | N                                                            | N                                                          |
| Slowenien     | N                                              | O                                                                          | N                                  | N                                                                 | N                                                                      | N | N                                                                               | N                                                        | N                              | N                                                                                     | N                                                            | N                                                          |
| Spanien       | P                                              | P                                                                          | N                                  | L                                                                 | N                                                                      | N | N                                                                               | O                                                        | N                              | P                                                                                     | N                                                            | N                                                          |
| Tschechien    | N                                              | N                                                                          | N                                  | N                                                                 | N                                                                      | N | L                                                                               | O                                                        | N                              | N                                                                                     | N                                                            | N                                                          |
| Ungarn        | N                                              | P                                                                          | N                                  | N                                                                 | N                                                                      | N | N                                                                               | P                                                        | N                              | N                                                                                     | N                                                            | N                                                          |
| Zypern        | N                                              | P                                                                          | N                                  | N                                                                 | N                                                                      | P | N                                                                               | N                                                        | N                              | N                                                                                     | N                                                            | N                                                          |

- = Die Teams für die rasche Reaktion auf Cybervorfälle („Cyber Rapid Response Teams“) sind einsatzbereit und es finden regelmäßige Übungen der beteiligten Länder statt.[37]

### Teilnahme an Projekten nach Staaten
|                    | Leiter | Projektteilnehmer | Beobachter |
| ------------------ | ------ | ----------------- | ---------- |
| Belgien            | 1      | 8                 | 3          |
| Bulgarien          | 1      | 5                 | 0          |
| Deutschland        | 10     | 16                | 1          |
| Estland            | 4      | 6                 | 4          |
| Finnland           | 1      | 7                 | 1          |
| Frankreich         | 14     | 35                | 1          |
| Griechenland       | 6      | 11                | 1          |
| Irland             | 0      | 1                 | 0          |
| Italien            | 14     | 21                | 1          |
| Kanada             | 0      | 1                 | 0          |
| Kroatien           | 0      | 7                 | 0          |
| Lettland           | 0      | 6                 | 0          |
| Litauen            | 1      | 3                 | 1          |
| Luxemburg          | 0      | 4                 | 1          |
| Niederlande        | 1      | 14                | 1          |
| Norwegen           | 0      | 1                 | 0          |
| Österreich         | 1      | 7                 | 1          |
| Polen              | 1      | 11                | 1          |
| Portugal           | 3      | 13                | 4          |
| Rumänien           | 2      | 12                | 0          |
| Slowakei           | 0      | 4                 | 1          |
| Slowenien          | 0      | 5                 | 0          |
| Schweden           | 1      | 6                 | 2          |
| Spanien            | 5      | 24                | 3          |
| Tschechien         | 1      | 6                 | 3          |
| Ungarn             | 0      | 14                | 0          |
| Vereinigte Staaten | 0      | 1                 | 0          |
| Zypern             | 0      | 9                 | 0          |

### Abgeschlossene Projekte
- CO-BASING: Das Projekt hatte zum Ziel, die gemeinsame Nutzung der von den Projektmitgliedstaaten betriebenen Basen und Stützpunkte sowohl innerhalb Europas als auch in Übersee zu verbessern. Leitung: Frankreich Projektteilnehmer: Belgien, Deutschland, Niederlande, Spanien, Tschechien
- EUFOR Crisis Response Operation Core (EUFOR CROC): Im Rahmen des Projektes wurden Mechanismen für szenarienbasierte, allgemeine und strategische Plänen für Krisenreaktionsoperationen mit konkreten Listen von Streitkräften und Fähigkeitselementen entwickelt. Leitung: Deutschland Projektteilnehmer: Frankreich, Griechenland, Italien, Niederlande, Österreich, Spanien, Zypern
- EU TEST AND EVALUATION CENTRES (EUTEC): Schweden und Frankreich haben das PESCO-Projekt zu Test und Evaluierung (T&E), das zwei Arbeitsbereiche umfasst, gemeinsam geleitet:
  - ETEC Vidsel, eine vorgeschlagene europäische Zusammenarbeit im Bereich fortgeschrittener T&E für militärische Systeme und;
  - Netzwerk der T&E-Zentren, das die Fähigkeiten der EU-Zentren für Test und operative Evaluierung fördern und sicherstellen soll, dass diese vorrangig für von der EU unterstützte Projekte genutzt werden.

Dieses Projekt hatte als Ziel, die Nutzung der europäischen Zentren zu optimieren, synergien aufzuzeigen und die europäischen Testkapazitäten und -fähigkeiten insgesamt zu verbessern. Leitung: Frankreich & Schweden Projektteilnehmer: Slowakei
- European Union Training Mission Competence Centre: Das PESCO-Projekt EU Training Mission Competence Center (EU TMCC) war ein Projekt der ersten PESCO-Projektwelle im März 2018. Das übergeordnete Ziel des EU TMCC war es, die Verfügbarkeit, Interoperabilität, spezifischen Fähigkeiten und Professionalität des an EU-Ausbildungsmissionen beteiligten Personals zu verbessern. Der Fokus lag dabei auf Personal, das für Stabsstellen auf operativer und strategischer Ebene und vor allem im Rahmen einer Einzelanstellung vorgesehen ist (z. B. Mentoren, Berater). Die Projektmitglieder erarbeiteten eine Reihe von Empfehlungen, wie bestehende Strukturen und Prozesse weiterentwickelt und angepasst werden könnten, um die Ausbildung des an EU-Ausbildungsmissionen beteiligten Personals zu verbessern, ohne ein spezielles EU-TMCC einzurichten. Dadurch könnten eine Duplizierung bestehender Strukturen und Prozesse und die unnötige Zuweisung bereits knapper Ressourcen vermieden und Synergien genutzt werden. Die Projektmitglieder beschlossen, das Projekt im Jahr 2020 mit dieser Reihe von Empfehlungen abzuschließen, die innerhalb der EU-Institutionen angepasst werden könnten.[38] Leitung: Deutschland Projektteilnehmer: Frankreich, Irland, Italien, Luxemburg, Niederlande, Österreich, Rumänien, Schweden, Spanien, Tschechien
- INDIRECT FIRE SUPPORT CAPABILITY (EuroArtillery): Im Rahmen des Projekts Indirekte Feuerunterstützung (EuroArtillery) sollte eine mobile Präzisionsartillerieplattform entwickelt werden, die zur Deckung des Bedarfs der EU an Kampffähigkeit bei militärischen Operationen beitragen soll. Diese Plattform sollte landkampfentscheidende Munition, nicht-tödliche Munition und ein gemeinsames Feuerleitsystem zur Verbesserung der Koordination und Interoperabilität bei multinationalen Operationen umfassen. ES zielte darauf ab, kurz- bis mittelfristig eine neue Fähigkeit/Plattform für eine wichtige Einsatzkomponente der Landstreitkräfte zu beschaffen. Leitung: Slowakei Projektteilnehmer: Italien, Ungarn